# Büchelterhof
Büchelterhof ist ein Ortsteil im Stadtteil Asselborn von Bergisch Gladbach.

## Geschichte
Büchelterhof ist im Urkataster als Hof Büchel verzeichnet. Die Ortschaft gehört zu den ältesten Siedlungskernen im Bergisch Gladbacher Raum aus der fränkischen Rodeepoche des 9. und 10. Jahrhunderts. In der ersten Hälfte des 13. Jahrhunderts fiel der Büchelterhof durch eine Schenkung an den Johanniterorden in Herrenstrunden. Er diente in den folgenden Jahren der Unterhaltung der Pfarrstelle Herkenrath. Im 16. Jahrhundert kam es zum Streit um die Besitzrechte zwischen dem Orden und der Pfarre Herkenrath. Im Jahr 1537 wurde der Streit zugunsten der Pfarre Herkenrath mit der Maßgabe beigelegt, dass der Büchelterhof mit einem Grundbesitz von 336 Morgen ausschließlich der Pfarre gehörte, wobei der jeweilige Pfarrer dem Johanniterorden angehören musste. Dieser Frieden dauert bis 1730. Ab diesem Zeitpunkt fiel der Hof wieder an den Orden in Herrenstrunden zurück.

## Baudenkmal
Das Haus Büchelter Hof 1 ist als Denkmal Nr. 101 in die Liste der Baudenkmäler in Bergisch Gladbach eingetragen.

## Bergbau
Der Fundpunkt der Grube Hindernihs lag westlich von der Bebauung zwischen Wiesen in einem schmalen Siefen. Spuren des Bergbaus sieht man nicht mehr.